# Artaxias II d'Ibérie
Vous lisez un « bon article » labellisé en 2010.
Pour les articles homonymes, voir Artaxias.
Artaxias II d'Ibérie (en géorgien : არშაკ, Archak), aussi nommé Archac ou Arsouk, (mort à Tsalka en 3 av. J.-C./1 apr. J.-C.) est un roi d'Ibérie du Ier siècle av. J.-C. Appartenant à la dynastie des Pharnavazides, il base son règne en affirmant son indépendance vis-à-vis de Rome et en redressant les affaires intérieures du pays. Toutefois, ce sont ces mêmes mauvaises relations avec l'Empire romain et son allié arménien qui causent sa perte, de même que celle de sa dynastie.

## Biographie

### Origines et avènement
Le futur roi Artaxias, nommé Archac dans les Chroniques géorgiennes, aurait été le fils unique du roi Mirvan II, lui-même fils de Parnadjom ou Parnagoumi, et de son épouse, une princesse royale arsacide de Parthie ou artaxiade d'Arménie (ou peut-être même d'Ibérie). Celle-ci ayant été mariée au roi Mirvan II après la défaite de son époux Pharnabaze II face à celui-ci, il est possible de dater la naissance d'Artaxias entre 33 et 20 av. J.-C., soit durant les années supposées de règne de son père.
En tant qu'héritier de Mirvan II et descendant de Mirvan Ier, Artaxias II est considéré comme « Nébrotide » par Léonti Mroveli, ce titre lui venant de son mythique ancêtre, Nebrot ou Nemrod dans la tradition biblique,. Toutefois, certains généalogistes préfèrent faire d'Archac un « Pharnavazide », en tant que descendant adoptif du premier roi d'Ibérie, Pharnabaze Ier.

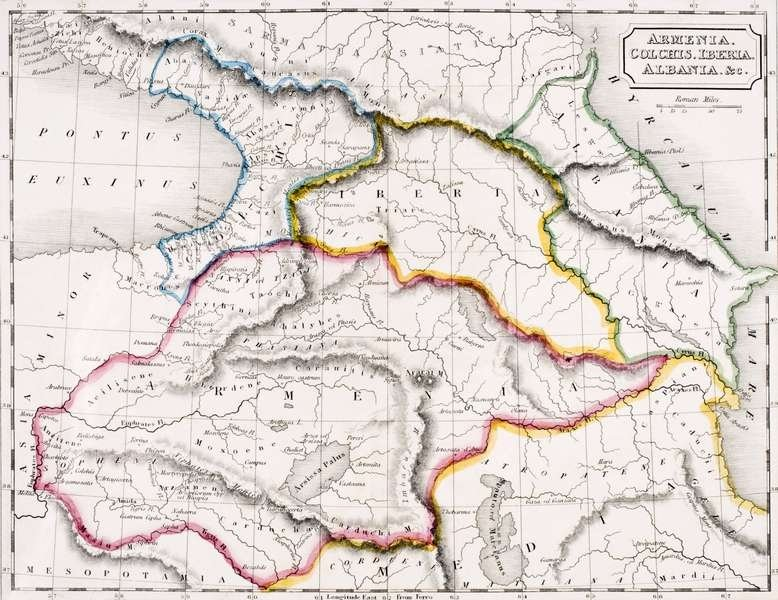
La Transcaucasie antique.

Artaxias II aurait, d'après la chronologie de Vakhoucht Bagration, accédé au trône en tant que 9e roi d'Ibérie en 23 av. J.-C. Cyrille Toumanoff avance quant à lui cette même date de trois ans (20 av. J.-C.), comme il le fait dans sa chronologie rectifiée avec la majorité des autres souverains d'Ibérie. Enfin, la source médiévale anonyme de la Conversion du Karthli ne met pas de dates au règne d'Archac (ici nommé Arsouk), mais le fait dixième souverain du royaume.

### Règne

#### Le rénovateur
Artaxias II commence son règne de vingt ans en tant que rénovateur dans un pays ayant récemment acquis son indépendance vis-à-vis de Rome. Qualifié de géant robuste de haute taille par les Chroniques géorgiennes, on lui attribue un embellissement de la ville de Nencar ou Necressi, en Kakhétie, et la fortification d'Ouphlis-Tzikhé. Il est également possible que le roi soit parvenu à remporter un certain conflit civil, si on se base sur les écrits de la Conversion du Karthli : 
« Et régna Arsouk, qui envahit Kaspi et rétablit l'ordre à Ouplistsikhe. »

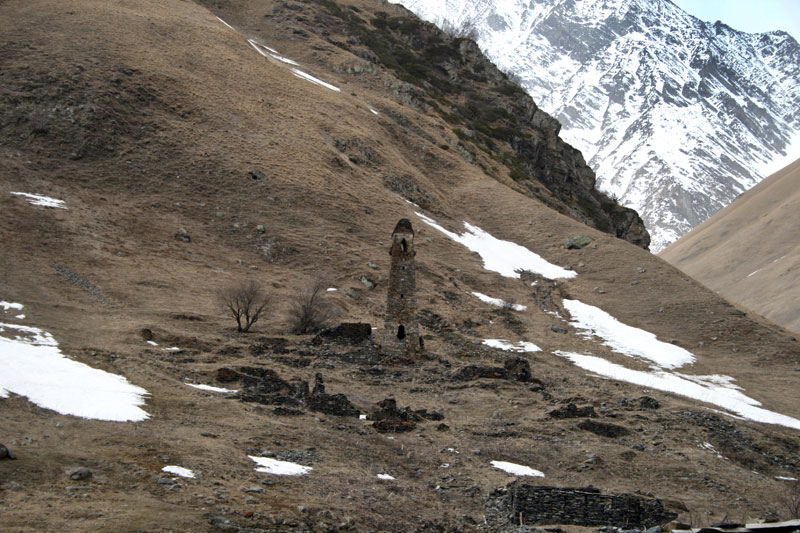
La Khevsoureti est l'une des régions montagneuses géorgiennes qui échappaient au contrôle de facto de Mtskheta.

L'historien Kalistrat Salia mentionne d'importants changements sous le règne d'Artaxias II. D'après lui, la fin du Ier siècle av. J.-C. voit les provinces ibères devenir indépendantes les unes des autres d'un point de vue économique. Les différences sont particulièrement importantes entre l'économie des régions montagneuses et celle des plaines. La culture se développe dans ces dernières bien plus rapidement que dans les montagnes, ce qui donne au pouvoir central plus d'influence sur les voies de communication principales du Caucase. Dans le même sens, les régions du Nord, telles que la Dvaleti ou la Khevsoureti, s'organisent dans des communautés tribales et Mtskheta ne garde pratiquement qu'une domination nominale dans ces provinces.

#### La guerre civile
Le règne d'Artaxias II est toutefois bouleversé par une guerre civile entre le roi et l'héritier de la dynastie des Artaxiades d'Ibérie. En effet, en 3 av. J.-C., ou en l'an 1 d'après Cyrille Toumanoff, le prince Aderc, ou Pharasman, décide de récupérer le trône de son défunt père, Pharnabaze II. Éduqué en Syrie et allié aux Arméniens, le prince pénètre bientôt en Ibérie pour affronter le roi. Celui-ci choisit de se défendre et réunit toutes les troupes du royaume, auxquelles il ajoute des renforts parthes.
Les deux armées se rencontrent à Tsalka, en Trialeti. Mais au lieu d'une bataille, les deux généraux décident de s'affronter dans un combat singulier. Le premier jour de la guerre se déroule ainsi, sans voir pourtant de vainqueur. Mais le lendemain, Artaxias est défait et tué dans un combat à l'arc. Aderc se proclame alors roi d'Ibérie, vassal du royaume d'Arménie et, par la même occasion, de Rome. Léonti Mroveli rapporte également comment le nouveau monarque parvient à se faire accepter auprès de l'armée géorgienne grâce à ses ancêtres.